# Zaštitiću te
Zaštitiću te je strip epizoda Dilana Doga objavljena premijerno u Srbiji u svesci #223. u izdanju Veselog četvrtka. Na kioscima se pojavila 13. marta 2025. Koštala je 450 dinara (3,8 €; 4,1 $). Imala je 94 strane.

## Originalna epizoda
Originalna epizoda pod nazivom Iio ti proteggero objavljena je premijerno u #432. regularne edicije Dilana Doga u Italiji u izdanju Bonelija. Izašla je 31.8.2022. Koštala je 4,9 €. Scenario je naopisao Gvaltijeri Đulio Antonio, a nacrtao Rajmondo Luka. Naslovnu stranu su nacrtali braća Đanluka i Raul Čestaro.

## Kratak Sadržaj
Deo 1. U zapuštenoj kući u ulici Bredberi, gde žive majka, sin i paralizovana ćerka Hilari, zarobljena je doktorka Mara, koja je lečila ćerku. Dilan dolazi da je spasi. Dilan pronalazi Maru, zarobljenu na tavanu kuće. Hilari, ćerki, se stanje pogoršava, pa Mara silazi kako bi joj dala injekciju. Deo 2. Radnja se vraća mesec dana unazad, kada Dilan i Mara razgovaraju o njenoj budućoj poseti ovoj porodici. Kada Mara predlaže majci da se Hilari privremeno smesti u bolnicu, majka i sin to odbijaju i zatvaraju je na tavan. Dilan kreće u potragu za njom. Deo 3. Listajući stare novine, otkriva se da je majčin muž pre 20 godina ubio četiri osobe na autobuskoj stanici, a potom sebi oduzeo život. Komšije su proglasile ovu kuću kućom zla, a majka je preuzela na sebe da zaštiti decu kako ne bi završili kao njen muž. Na kraju, stiže Blok sa policijom.

## Prethodna i naredna sveska
Prethodna sveska regularne edicije nosila je naslov Ništa nije zauvek (#222), a naredna Jahači munje (#224).
Pogledati: Dilan Dog (spisak epizoda)